# Вуядин Бошков
Вуядин Бошков (серб. Vujadin Boškov, нар. 16 травня 1931, Бегеч, Королівство Югославія — пом. 27 квітня 2014, Новий Сад, Сербія) — югославський футболіст, півзахисник. Більше відомий, як футбольний тренер.

## Клубна кар'єра
Вихованець дитячої школи клубу «Слога». За основний склад розпочав виступати в 1948 році. У першому сезоні провів лише чотири матчі, а його клуб посів передостаннє місце і понизився у класі. Через рік повернувся до Першої ліги під новою назвою — «Воєводина».
В 1951 році команда дійшла до фіналу кубка, але у вирішальних поєдинках поступалася одному з чотирьох грандів югославського футболу — загребському «Динамо». Кольори клубу з Нового Саду захищав до 1960 року. Всього провів 512 матчів, забив 20 м'ячів, у тому числі в Першій лізі — 185 поєдинків, 15 голів.
У тридцять років отримав дозвіл продовжити кар'єру за кордоном. Переїхав до Італії, в генуезьку «Сампдорію». Але невдовзі отримав тяжку травму і тому, виходив на поле у Серії А лише тринадцять разів. Два останні сезони ігрової кар'єри провів у клубові «Янг Бойз». У Швейцарії виконував обов'язки граючого тренера.

## Виступи за збірну
У складі національної збірної дебютував 24 червня 1951 року. На своєму полі югославські футболісти здобули переконливу перемогу над збірною Швейцарії (7:3).
У першому матчі Олімпійських ігор у Гельсінкі югослави забили десять м'ячів у ворота збірної Індії: «покер» зробив Бранко Зебець, «хет-трик» — Райко Мітич. У наступному раунді — важке двоматчеве протистояння зі збірною СРСР (5:5 і 3:1). Далі були перемоги над данцями і німцями. А от у фіналі не змогли надати вагомих аргументів проти найкращої команди того часу — збірної Угорщини. У підсумку Вуядин Бошков, як і вся збірна Югославії, отримав срібну олімпійську медаль.
На груповому етапі чемпіонату світу в Швейцарії команда Югославії здобула перемогу над французами і зіграла внічию з бразильцями. Цього виявилося достатньо для подальшого просування у турнірі. Але в чвертьфіналі сильнішою виявилася футболісти ФРН — майбутні переможці першості.
Історія повторилася і через чотири роки у Швеції. Знову друге місце у групі і поразка у чвертьфіналі від збірної ФРН. З німцями Вуядин Бошков відіграв свій останній поєдинок у складі збірної Югославії (всього — 57 матчів).

## Кар'єра тренера
Після повернення на батьківщину сім років обіймав посаду технічного директора «Воєводини». Саме на цей час припадає перша перемога клубу в чемпіонаті. 1966 року входив до тренерського штабу збірної Югославії.
1971 року був призначений на посаду головного тренера національної збірної. Навесні наступного року команда грала в чвертьфіналі чемпіонату Європи. А вже влітку брала участь у Кубку незалежності — великому міжнародному турнірі, який організувала Бразильська конфедерація футболу. Серед журналістів він отримав неофіційну, але помпезну назву — «малий чемпіонат світу». Вісімнадцять команд з Південної Америки і Європи, також збірні Африки і КОНКАКАФ, змагалися на полях Бразилії протягом місяця. У матчі за третє місце югославські футболісти здобули перемогу над аргентинцями (4:2). Очолював національну команду до жовтня 1973 року. Під його керівництвом збірна провела 27 матчів: 11 перемог, 11 нічиїх, 5 поразок.
Чотири роки працював у Нідерландах (АДО, «Феєнорд»). З командою з Гааги здобув національний кубок. 1978 року переїхав до Іспанії. У першому сезоні очолював «Сарагосу», а три наступні — «Реал» (Мадрид). З королівським клубом здобув чемпіонство у Прімері і двічі перемагав у кубку Іспанії. Один сезон був головним тренером клубу «Спортінг» (Хіхон).
З 1985 по 1996 рік працював на Апеннінах («Асколі», «Сампдорія», «Рома», «Наполі»). Роки у генуезькому клубові були найбільш вдалими у тренерській кар'єрі Вуядина Бошкова. Тренерські настанови втілювала на полі висококласна команда на чолі з Роберто Манчіні і Джанлукою Віаллі. З «Сампдорією» переміг у чемпіонаті Італії, виграв два кубки Італії, суперкубок Італії. Потужно виступала команда і на міжнародній арені. Двічі поспіль виходила до фіналу Кубка володарів кубків. Якщо першого разу сильнішою виявилася іспанська «Барселона», то в наступному турнірі, завдяки двом голам Віаллі, італійці здобули перемогу над бельгійським «Андерлехтом».
В 1996/97 очолював швейцарський «Серветт». По завершенні сезону повернувся до Італії, був головним тренером «Сампдорії» і «Перуджі».
1999 року був вдруге призначений головним тренером збірної Югославії. Під його керівництвом команда здобула путівку на чемпіонат Європи. На полях Бельгії і Нідерландів югослави подолали груповий бар'єр, але в чвертьфіналі поступилися команді Луї ван Галя. Після континентальної першості Бошков залишив збірну, але вже влітку наступного року повернувся. Разом з Іваном Чурковичем і Деяном Савичевичем тренував команду Югославії в кваліфікації до чемпіонату світу. Потім мешкав поблизу Генуї, інколи викладав у місцевій тренерській школі.
Помер 27 квітня 2014 року на 83-му році життя у місті Новий Сад.

## Титули і досягнення
Гравець
- Срібний олімпійський призер: 1952

Тренер
- Володар кубка Нідерландів (1): 1975
- Чемпіон Іспанії (1): 1980
- Володар кубка Іспанії з футболу (2): 1980, 1982
- Володар кубка Італії (2): 1988, 1989
- Чемпіон Італії (1): 1991
- Володар Суперкубка Італії (1): 1991
- Володар Кубка володарів кубка (1): 1990